# Sant Just (Erau)
Sant Just (en francès Saint-Just) és un municipi occità del Llenguadoc, situat al departament de l'Erau i a la regió d'Occitània.